# 太行区第一届群英大会旧址
太行区第一届群英大会旧址，位于山西省长治市黎城县西井镇南委泉村，是一处山西省文物保护单位。
2021年8月4日，太行区第一届群英大会旧址公布为第六批山西省文物保护单位，年代为1944年，近现代重要史迹及代表性建筑类，编号6-330。